# Pixel Museum
Het Pixel Museum ("Het toevluchtsoord van pixels en videogames") is een museum in Brussel, op de site van Thurn en Taxis, in het Hotel des Douanes. Van februari 2017 tot juni 2020 bevond het museum zich in de Franse gemeente Schiltigheim bij Strasbourg. Het museum is een initiatief van directeur Jérôme Hatton die eerder ook de Ludus Academie, een privéhogeschool voor gameontwikkelaars, oprichtte. In het museum is een selectie tentoongesteld van de privé-collectie van Hatton, die over een periode van dertig jaar zo'n 20.000 items bij elkaar heeft verzameld. In 2020 bestond de collectie van het museum uit 250 spelletjes en ongeveer 2000 items rondom de geschiedenis en merchandising van videogames. 
In het museum is onder andere de Odyssey van Magnavox tentoongesteld. De eerste videogameconsole die in 1972 op de markt werd gebracht.